# Napadni kut krila
Napadni kut krila je pojam koji se upotrebljava u aerodinamici i označava kut između pravca nailazećih strujnica zraka i tetive aeroprofila (α).
O napadnom kutu direktno ovisi veličina uzgona, jer njegovim povećanjem do određene granice (kritičnog napadnog kuta) raste vrijednost uzgonske sile ali i vrijednost otpora. Prelaskom kritičnog napadnog kuta dolazi do odvajanja strujnica zraka na izlaznim dijelovima aeroprofila, turbulencije i sloma uzgona (eng. stall). Za većinu zrakoplova kritični napadni kut je oko 15°. Kada strujnice zraka nailaze paralelno s tetivom krila napadni kut je 0°, ako strujnice zraka nailaze na gornju površinu krila napadni kut je negativne vrijednosti.
Neki zrakoplovi opremljeni su kompjutorskom kontrolom koja ne dopušta daljnje podizanje nosa zrakoplova kada je dostignut kritični napadni kut, te zvučnim signalom upozorava pilota na mogućnost gubitka uzgona (stall).  